# Bac à sable (jeu de rôle)
Pour les articles homonymes, voir Bac à sable et Sandbox.
Dans le domaine des jeux de rôle, un bac à sable (sandbox) désigne un type d'environnement de jeu dans lequel aucun scénario n'est prévu et dans lequel les personnages joueurs peuvent évoluer librement. Cet environnement peut se composer de différents éléments de worldbuilding, par exemple une carte et une description géographique de l'univers, des personnages non-joueurs, des factions et leurs interrelations, ainsi que de tables de génération aléatoire d'événements, de rencontres et autre.
Selon la typologie proposée par Joseph Young dans Le Truc impossible avant le petit-déj’, un bac à sable un jeu de type « jeu de basse ». Par rapport à la théorie LNS, un bac à sable consiste à s'immerger dans un monde fictionnel ayant son fonctionnement propre, indépendant des joueurs, c'est donc une manière de jouer ayant une forte composante simulationniste.

## Jeux dédiés
Le bac à sable est un type d'environnement de jeu qu'on peut créer avec n'importe quel jeu. Il existe cependant des jeux conçu spécifiquement pour jouer dans ce type d'environnement et qui mettent en œuvre des mécaniques dédiées :
- Vincent Baker, Apocalypse World, La Boite à Heuhh, 2012, 316 p.  (ISBN 978-2-919680-10-8).

- John Grümph, Dragon de poche 2, Chibi, 2015, 296 p. (ISBN 979-10-95063-01-8)  possède un mode « bac à sable ».
- John Grümph, Oltréé !, John Doe, 2013, 180 p. (ISBN 978-2-916898-19-3).
- (en) Mark DiPasquale et Jeremy Keller, TechNoir, Cellar Games, 2011, 212 p..
- Julien Moreau, Meute, John Doe, 2018, 160 p. (ISBN 978-2-916898-30-8)

Il existe également des « scénarios » et suppléments conçus comme des bac à sable :
- L'Appel de Cthulhu
  - (en) Dennis Peter Detwiller, Adam Scott Glancy, Shane Ivey et Sam Johnson, Eyes Only, Pagan Publishing, coll. « Delta Green », 2008, 260 p. (ISBN 978-1-887797-27-6 et 1-887797-27-0).
- Cthulhu (Trail of Cthulhu)
  - Steve Dempsey et Robin D. Laws, L'Affaire Armitage, 7e Cercle, 2010, 128 p..
- Labyrinth Lord
  - Kevin Crawford, Marée rouge, Sine Nomine Publishing, 2013, 168 p. (ISBN 978-1-936673-37-7).
- Pathfinder, le jeu de rôle
  - Jason Bulmahn, La Conquête du Val Sanglant, Black Book, coll. « Game Mastery » (no S1), 2008, 32 p. (ISBN 978-2-915847-36-9).
- Rêve de Dragon
  - Denis Gerfaud, L'Empire du roi joueur, Ludodélire, coll. « Les Miroirs des Terres Médianes », 1987, 48 p. (ISBN 2-907102-00-1).
  - Denis Gerfaud, La Cité des treize plaisirs, Ludodélire, coll. « Les Miroirs des Terres Médianes », 1988, 48 p. (ISBN 2-907102-03-6).
  - Denis Gerfaud, Un Rêve en Boldzarie, Multisim, coll. « Voyages », 1994, 96 p. (ISBN 2-909934-09-8).
- RuneQuest
  - (en) Paul/Jennell Jaquays, Rudy Kraft, Steve Perrin, Sandy Petersen et Greg Stafford, Griffin Mountain, Chaosium, 1981, 202 p..
- Z-Corps
  - Laurent Devernay, Willy Favre, Florrent et Vincent Ziec, Dead in Denver, 7e Cercle, 2013, 88 p. (ISBN 978-2-914892-97-1)  propose le système Crossroad.